# Station Leiferde (b Gifhorn)
Station Leiferde (b Gifhorn) (Haltepunkt Leiferde (b Gifhorn)) is een spoorwegstation in de Duitse plaats Leiferde, in de deelstaat Nedersaksen. Het station in de wijk Leiferde Bahnhofssiedlung, net buiten Leiferde zelf. Deze wijk ontstond bij de opening van het station en groeide langzaam naar Leiferde toe. Het station ligt aan de spoorlijn Berlijn - Lehrte.

## Indeling
Het station beschikt over twee zijperrons, die niet zijn overkapt, maar voorzien van abri's. De perrons zijn te bereiken via een fiets- en voetgangerstunnel, die ook de straten Bahnhofstraße en Hinter der Bahn verbindt. De perrons liggen aan de spoorlijn Berlijn - Lehrte met een baanvaksnelheid 200 km/h, waardoor de perrons deels zijn afgestreept uit oogpunt van de veiligheid. Aan beide zijde van het station zijn er parkeerterreinen en fietsenstallingen. De bushalte van het station bevindt zich in de straat Berliner Straße.

## Verbindingen
De volgende treinserie doet het station Leiferde (b Gifhorn) aan:
| Serie | Treinsoort              | Route                                                                  | Bijzonderheden |
| ----- | ----------------------- | ---------------------------------------------------------------------- | -------------- |
| RE 30 | Regional-Express (enno) | Hannover Hbf – Lehrte – Leiferde (b Gifhorn) – Gifhorn – Wolfsburg Hbf |                |